# 第三泰寮友誼大橋
第三泰寮友誼大橋（泰語發音：[sàpʰaːn míttràpʰâːp tʰaj laːw hɛ̀ŋ tʰîː sǎːm]）是跨越湄公河的一座橋，連接泰國那空拍儂府及寮國甘蒙省他曲。此橋的奠基石於2009年6月3日安放，而橋本身於2011年11月11日通車。橋長423公尺，寬13公尺。
「第三泰寮友誼大橋」之名原先預計用於連接泰國清孔縣與寮國會曬的計畫橋樑，現在稱作第四泰寮友誼大橋。